# Abbad ibn Bischr
Abbad ibn Bischr (arabisch عباد بن بشر; * 597; † 632) war ein Gefährte des Islamischen Propheten Muhammed. Er starb in der Schlacht von Yamama.

## Biographie
Abbad ibn Bischr konvertierte vor der Hidschra zum Islam, nachdem er von Musab ibn Umayr den Koran rezitieren hörte. Abbad ibn Bischr gilt als derjenige, der Kab ibn Aschraf getötet hat. Nach dem Tod des Propheten Muhammad nahm Abbad an den Ridda-Kriege teil. In der Schlacht von Yamama wurde im Alter von 45 Jahren getötet.